# Netrakali
Netrakali (nepalski: नेत्रकाली) – gaun wikas samiti w środkowej części Nepalu  w strefie Dźanakpur w dystrykcie Sindhuli. Według nepalskiego spisu powszechnego z 2001 roku liczył on 518 gospodarstw domowych i 3346 mieszkańców (1617 kobiet i 1729 mężczyzn).